# Acrepidopterum jamaicensis
Acrepidopterum jamaicensis là một loài bọ cánh cứng trong họ Cerambycidae.